# Chhatri

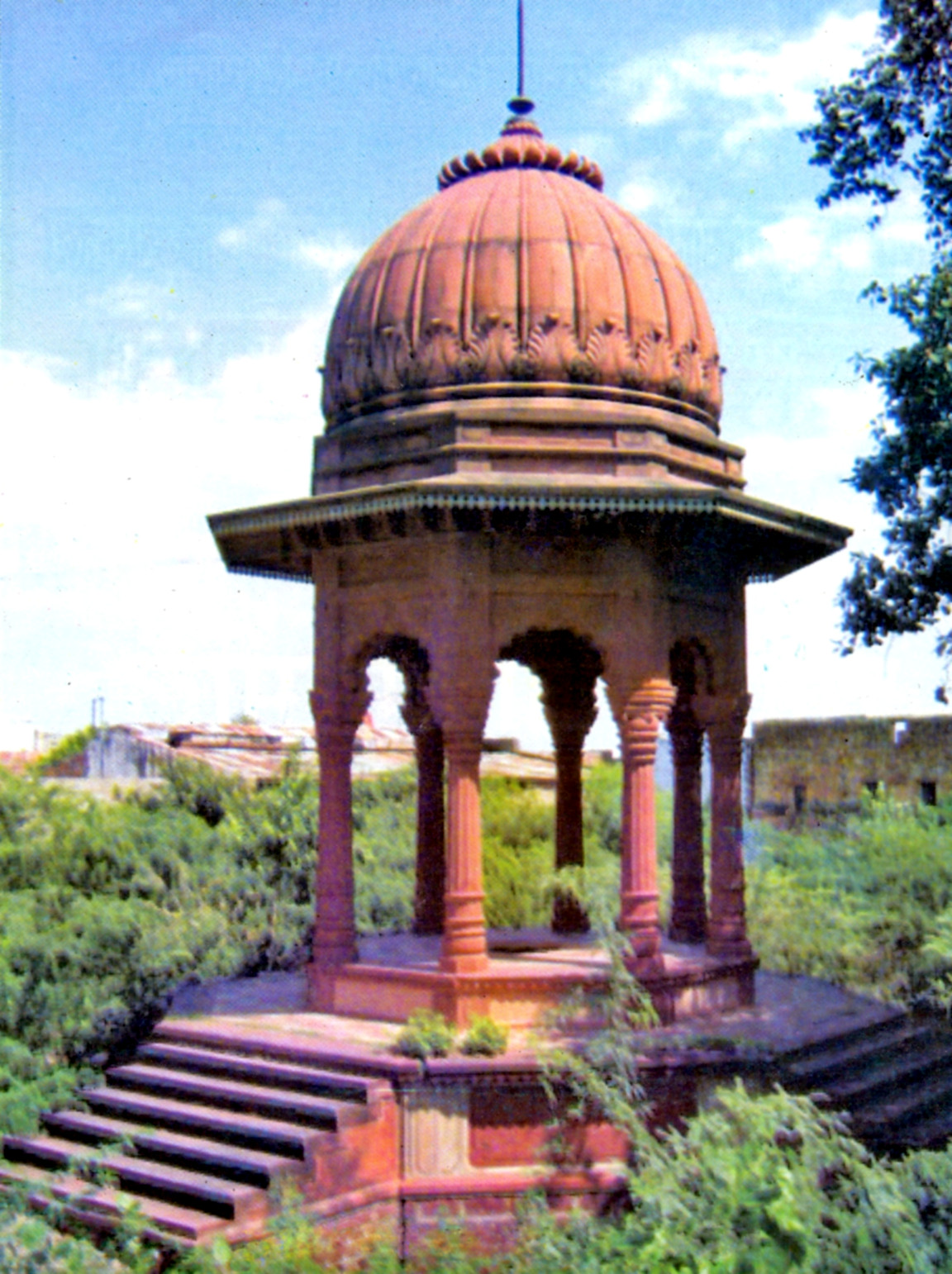
Un memoriale Chhatri di Rana Udaybhanu Singh a Dholpur

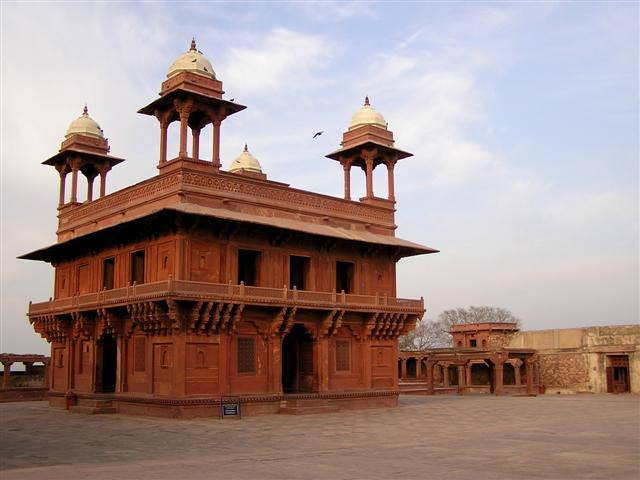
Chhatri su ogni angolo della Sala delle udienze nel complesso di Fatehpur Sikri

Il chhatri è un elemento architettonico, a forma di padiglione sormontato da una cupola, in uso nell'architettura indiana. La parola chhatri significa baldacchino o ombrello. Nel contesto dell'architettura, il termine viene usato per riferirsi a due differenti costruzioni. Il significato più ampiamente diffuso è un monumento, di solito molto ornato, costruito sul luogo in cui è stato eseguito il funerale (la cremazione) di un uomo importante. Tali memoriali sono generalmente costituiti da una piattaforma cinta da una serie di pilastri decorati che sorreggono un baldacchino di pietra. La parola chhatri è anche usata per indicare i piccoli padiglioni che segnano gli angoli del tetto di un importante edificio. Questi padiglioni sono puramente decorativi e non hanno alcuna utilità, ma sono un classico che evidenzia lo stato e la ricchezza del proprietario.
I chhatri sono comunemente usati per rappresentare gli elementi di orgoglio e onore nell'architettura Jat, Maratha e Rajput. Essi sono ampiamente utilizzati, nei palazzi, nelle fortezze, o per delimitare i siti funerari. Originari della architettura del Rajasthan dove sono stati memoriali per re e sovrani, sono stati poi adattati come caratteristica standard in tutti gli edifici governati da re Maratha, nel Rajasthan e nell'architettura moghul. Essi si possono vedere sui monumenti più belli, come la Tomba di Humayun a Delhi o nel Taj Mahal ad Agra. Sono anche l'elemento base dell'architettura indù e di quella moghul.
Nella regione di Shekhawati del Rajasthan, i chhatri sono costruiti sui luoghi di cremazione di individui ricchi e distinti e possono consistere in una semplice struttura costituita da una cupola sostenuta da quattro colonne su un edificio coperto da molte cupole e un seminterrato con diverse camere. In alcuni luoghi, l'interno del chhatri è dipinto come gli Haveli (palazzi) della regione.

## In Rajasthan

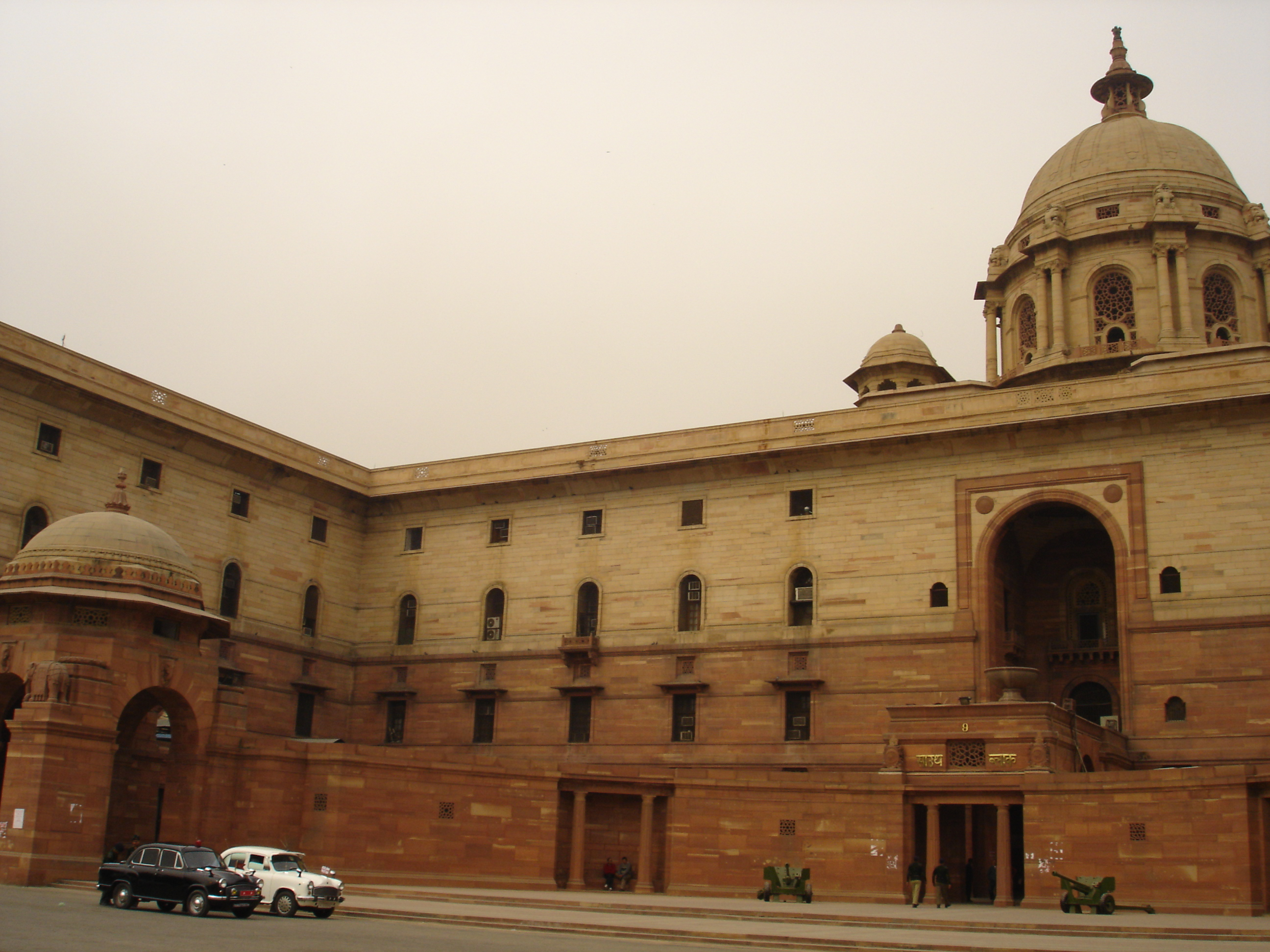
Il chhatri Rashtrapati Bhavan

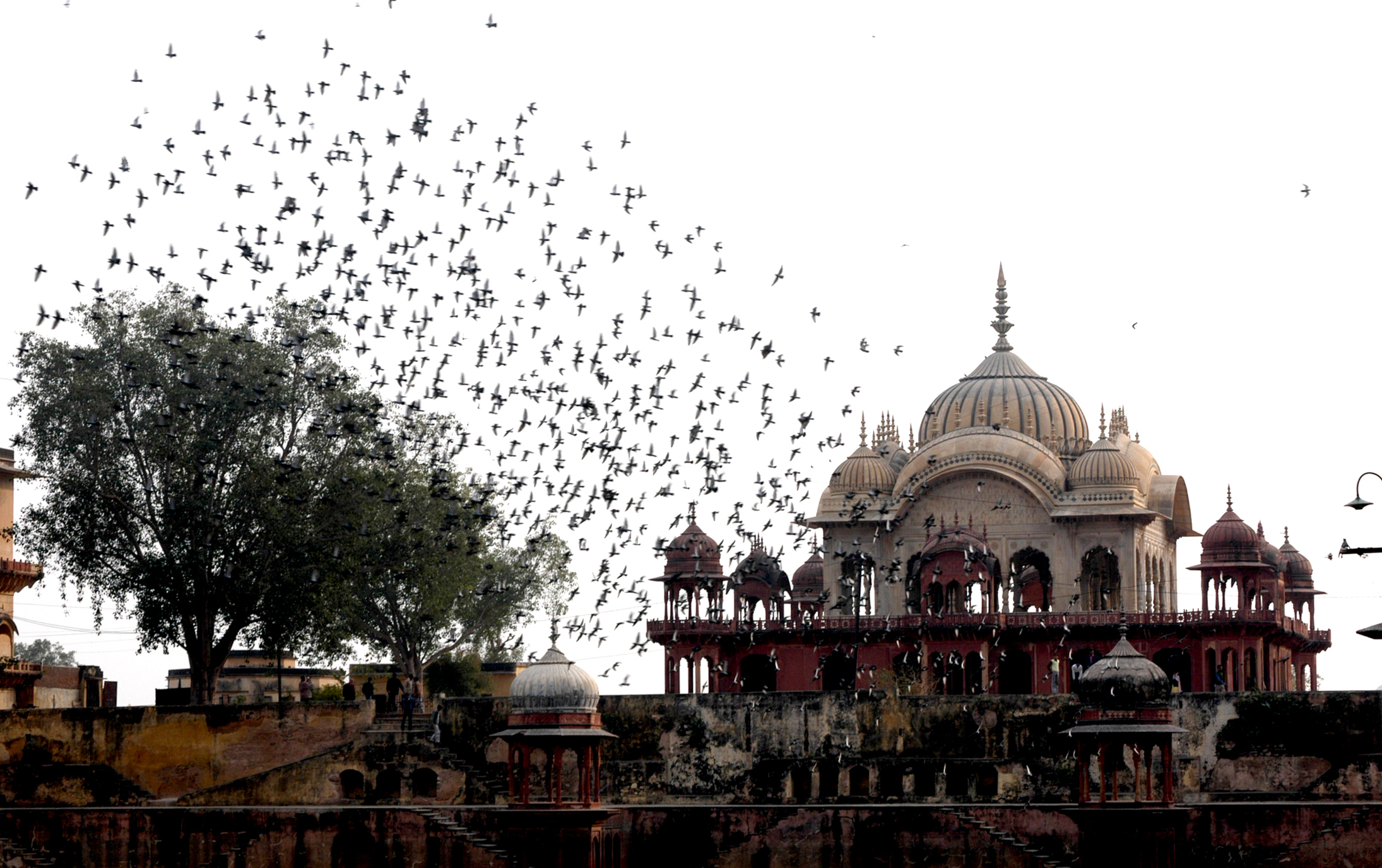
Moosi Rani Ki Chhatri, Alwar

Esistono numerosi chhatri nel Rajasthan e sono ubicati a:
- Jaipur - Gaitore cenotafio del Maharaja di Jaipur. Situati in una stretta valle, i cenotafi degli ex governanti di Jaipur sono costituiti da chhatri, tipici monumenti a forma di ombrello. Il chhatri di Sawai Jai Singh II è particolarmente degno di nota a causa delle sculture che sono state inserite per abbellirlo.
- Jodhpur - chhatri in marmo bianco del Maharaja Jaswant Singh II
- Bharatpur- i cenotafi dei membri della famiglia reale Jat di Bharatpur, periti mentre combattevano contro i britannici nel 1825, sono stati eretti nella città di Govardhan. Il chhatri del Maharaja Suraj Mal di Bharatpur presenta degli affreschi illustranti la vita di Surajmal, raffiguranti scene di caccia, processioni reali e guerre.
- Udaipur- fiancheggiato da una fila di enormi elefanti di pietra, un'isola sul lago Pichola presenta un chhatri impressionante scavato nella pietra, fatto edificare dal Maharana Jagat Singh.
- Haldighati - vi si trova un chhatri con colonne di marmo bianco, dedicato a Rana Pratap. Il cenotafio dedicato a Chetak', famoso cavallo di Rana Pratap.
- Alwar - Moosi Maharani ki Chhatri è un notevole cenotafio in pietra rossa con colonne in marmo bianco in onore dei regnanti di Alwar.
- Bundi - il Suraj Chhatri e il Mordi Ki Chhatri, il Chaurasi Khambon ki Chhatri e il Nath Ji ki Chhatri si trovano a Bundi.
- Jaisalmer - Bada Bagh, un complesso con i chhatri di Jai Singh II (morto nel 1743) e dei successivi Maharaja di Jaisalmer.
- Bikaner - Devi Kund vicino a Bikaner è il crematorio reale con un notevole numero di cenotafi. Il chhatri del Maharaja Surat Singh è molto imponente. Ha una serie di pitture Rajput sulla volta della cupola.
- Ramgarh - Chhatri Seth Ram Gopal Poddar.
- Nagaur - Nath Ji ki Chhatri e Amar Singh Rathore-ki-Chhatri.

### Shekhawati
Alcuni dei più noti chhatri dello Shekhawati nel Rajasthan:
- Ramgarh - Ram Gopal Poddar Chhatri (Ram Gopal Poddar Chhatri Archiviato il 28 ottobre 2016 in Internet Archive.)
- Bissau - il Raj ki Chhatri di Shekhawat Thakurs
- Parsurampura -  Thakur Sardul Singh Shekhawat's chhatri
- Kirori - chhatri di Raja Todarmal (regnante di Udaipurwati)
- Jhunjhunu - chhatri dei regnanti di Shekhawat
- Dundlod - chhatri di Ram Dutt Goenka
- Mukungarh - Shivdutta Ganeriwala Chhatri
- Churu - Taknet Chhatri
- Mahansar - Sahaj Ram Poddar Chhatri
- Udaipurwati - Joki Das Shah ki Chhatri
- Fatehpur - Jagan Nath Singhania Chhatri

## Madhya Pradesh

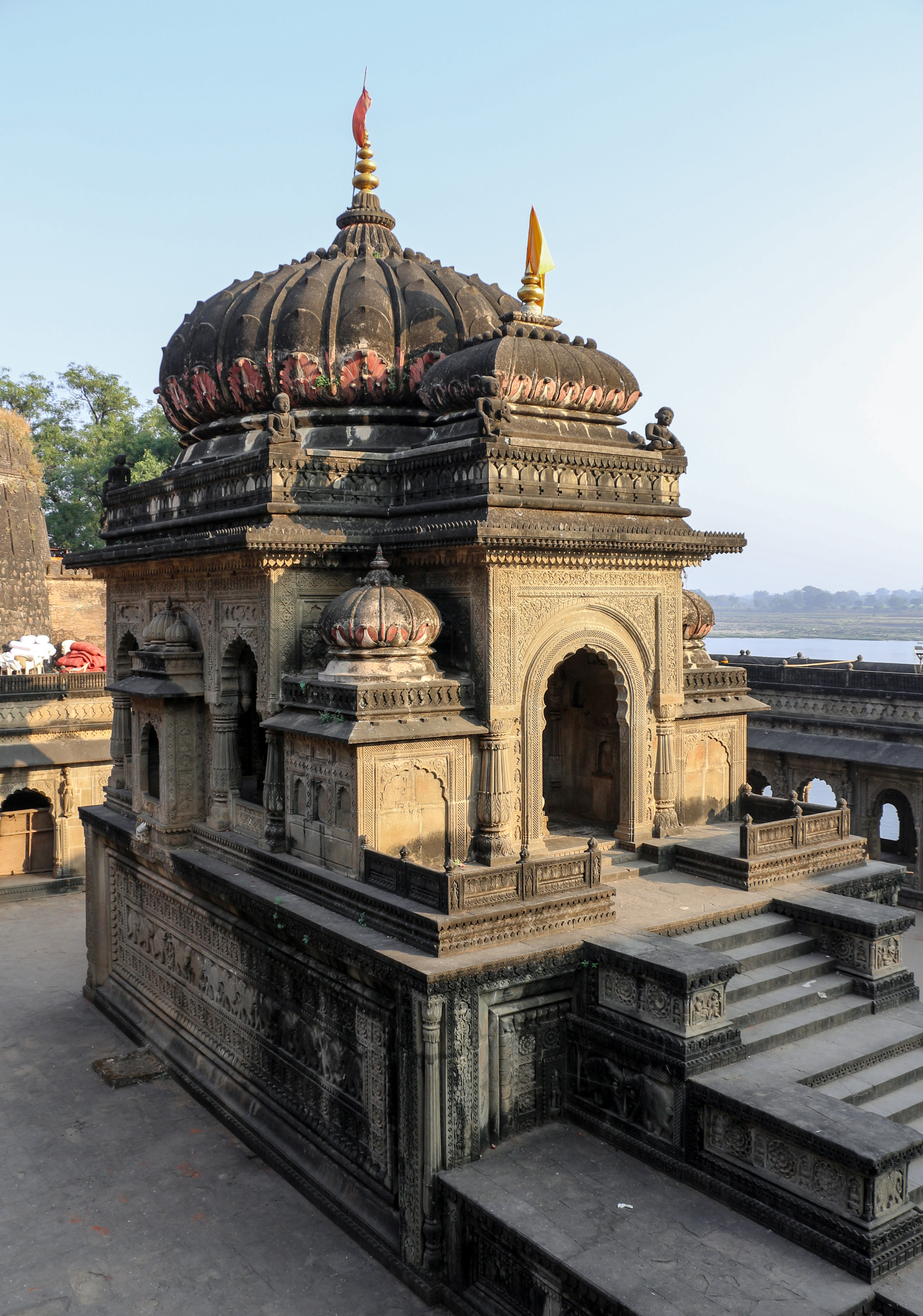
Chhatri di Vithoji a Maheshwar

La regione di Madhya Pradesh conserva diversi notevoli chhatri dei suoi sovrani Maratha:
- Shujalpur - tomba di Ranoji Scindia, fondatore della dinastia Scindia. Situata a Ranoganj, Shujalpur in via Akodia.
- Shivpuri - elaborati chhatri in marmo eretti dai governanti Scindia a Shivpuri.
- Gwalior - Shrimati Balabai Maharaj Ladojirao Shitole Chhatri
- Gwalior - chhatri di Rajrajendra Ramchandrarao Narsingh Shitole e della moglie Gunwantyaraje Ramchandrarao Shitole (principessa di Gwalior)
- Orchha - elaborati chhatri dei locali re indù
- Gohad - il regnante Jat di Gohad costruì il chhatri del Maharaja Bhim Singh Rana nel forte di Gwalior.
- Indore e Maheshwar - chhatri dei re Holkar.
- Alampur - la Maharani Ahilya Bai Holkar costruì il chhatri di Malhar Rao Holkar ad Alampur nel distretto di Bhind nel 1766.

|  |  |  |  |  |

## Kutch

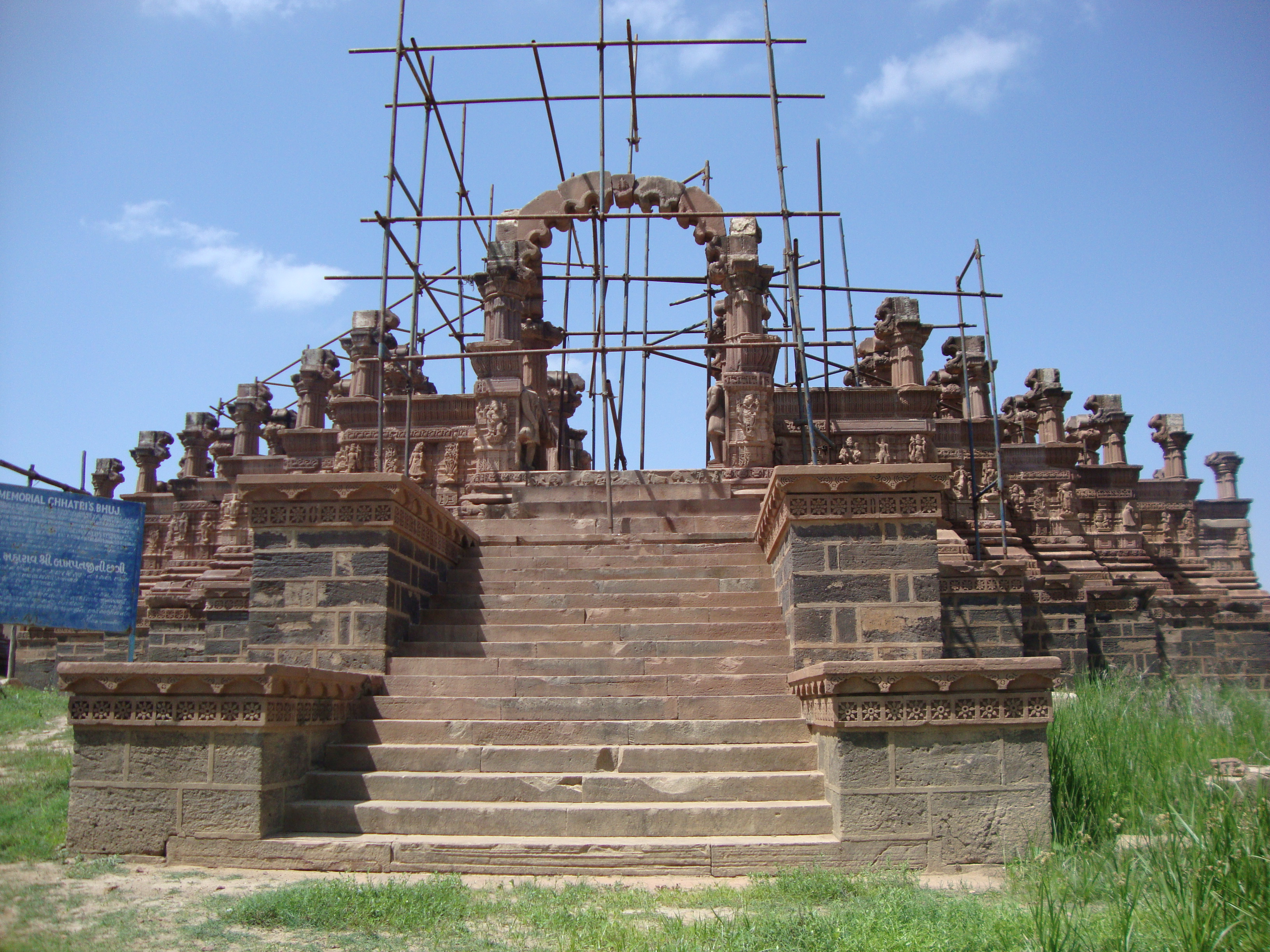
Rao Lakhaji Chhatri Bhuj

Chhatri si possono trovare anche alla periferia di Bhuj città appartenute in prevalenza ai governanti Jadeja di Kutch. Il chhatri di Rao Lakhpatji è molto famoso per i suoi intricati disegni e incisioni. La maggior parte di essi, sono stati distrutti dal terremoto del 26 gennaio 2000. I lavori di restauro sono in corso.

## Fuori dall'India

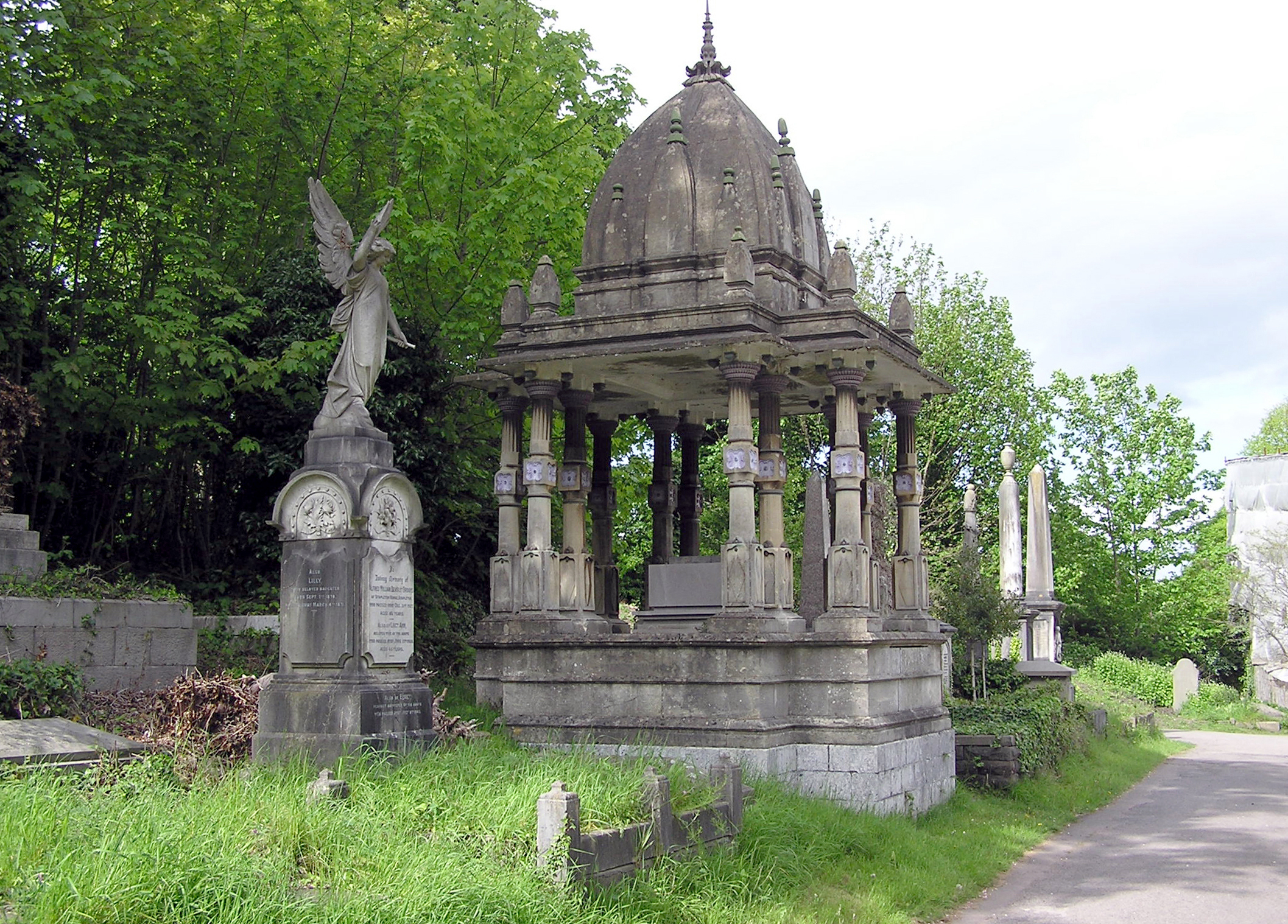
Chhatri di Ram Mohan Roy nel cimitero Arnos Vale, di Bristol, in Inghilterra

Esistono due importanti chhatri nel Regno Unito, un Paese con forti collegamenti storici con l'India. Uno di questi si trova a Brighton, dedicato ai soldati indiani che caddero nella prima guerra mondiale. L'altro si trova nell'Arnos Vale Cemetery, vicino a Bristol, ed è un memoriale al riformatore indiano Ram Mohan Roy, che morì in quella città.